# Creative Supervisor
Der Creative Supervisor bzw. die künstlerische Aufsicht gilt als rechte Hand des Creative Directors – kurz CD – in einer Werbeagentur.
Die vom Creative Director getroffenen Kreationsentscheidungen werden vom Creative Supervisor an das „Creative Team“ bestehend aus Textern, Grafikern, Illustratoren sowie Reinzeichnern weitergegeben und die Umsetzungen von ihm weitestgehend geleitet. Somit begleitet er das Geschehen nach der konzeptionellen Phase in seiner Umsetzung.
Im Gegensatz zum Creative Director, dessen Aufgaben rein konzeptioneller und organisatorischer Natur sind, arbeitet der Creative Supervisor auch aktiv an den Umsetzungen (Text, Grafik) mit. Als Supervisor hat er stets ein Auge auf die einzelnen Umsetzungsphasen und steuert jedes Projekt im Sinne seines vorgesetzten CD. Der Creative Supervisor stellt die Schnittstelle zwischen dem CD und dem Creative Team dar.
Der Creative Supervisor wird in manchen Werbeagenturen auch Junior Creative Director genannt.